# Compagnie Générale Française des Transports et d'Entreprises
La Compagnie Générale Française des Transports et d'Entreprises, couramment connue sous le sigle CGFTE, est créée en 1953. Elle succède à la Compagnie générale française des tramways (CGFT). Son siège se situait au 3 rue Moncey à Paris.
L'entreprise gérait les réseaux de transport en commun dans plusieurs villes françaises, notamment ceux de Bordeaux, Cannes, Nancy, Rouen, Le Havre ou encore Chambéry.
En 1957, elle acquiert une partie du capital de la Société nouvelle Pathé Cinéma.
En 1976, elle reprend les actifs de la Compagnie des tramways de Rouen.
En 1988, elle cède son activité transport à la Compagnie Générale d'Entreprises Automobiles.
Elle a été intégrée à la Connex en 2002 par le jeu des fusions, puis à Veolia Transport.